# Consentimento Real
Consentimento Real (do inglês: Royal Assent) é o método formal que um monarca possui para completar o processo legislativo dando seu aval a um Ato do Parlamento. Um poder semelhante é o veto presidencial nos regimes presidencialistas.
Embora este poder de veto tenha sido exercitado frequentemente no passado, atualmente o ambiente democrático das monarquias constitucionais tornou o seu uso muito raro. Em geral os monarcas ou seus representantes (no caso dos governadores-gerais na Commonwealth) o utilizam sob a orientação dos líderes do governo.

## Reino Unido
Antes que o Real Assent by Commission Act 1541 permitisse a delegação do poder aos Lords Commissioners, o parecer favorável era sempre exigido pelo Soberano em pessoa perante o Parlamento. No entanto, a última vez que foi dado pelo soberano pessoalmente no Parlamento foi durante o reinado da rainha Vitória, numa prorrogação em 12 de agosto de 1854.
O consentimento real é a etapa final necessária para que um projeto de lei parlamentar se transforme em lei. Assim que o projeto é apresentado ao soberano, ele ou ela tem as seguintes opções formais:
- conceder o consentimento real, tornando o projeto de lei uma lei do Parlamento.
- atrasar a aprovação do projeto por meio do uso de poderes de reserva, invocando assim um veto.[9]
- recusar assentimento real por conselho de seus ministros.[10]

O último projeto de lei que foi rejeitado pelo monarca foi o Projeto de Lei da Milícia Escocesa durante o reinado da rainha Ana em 1708.
A prática parlamentar de Erskine May aconselha "... e dessa sanção não podem ser legalmente retidos", o que significa que as contas devem ser enviadas para parecer favorável do rei, não que devem ser entregues. No entanto, algumas autoridades declararam que o Soberano não tem mais o poder de negar a aprovação de um projeto de lei contra o conselho dos ministros.
De acordo com as convenções constitucionais modernas, o Soberano geralmente age de acordo com o conselho de seus ministros. No entanto, há alguma discordância entre os estudiosos quanto a se o monarca deve reter o consentimento real a um projeto de lei se for aconselhado a fazê-lo por seus ministros. Visto que esses ministros geralmente contam com o apoio do Parlamento e obtêm a aprovação de projetos de lei, é improvável que aconselhem o Soberano a não concordar. Conseqüentemente, na prática moderna, o problema nunca surgiu e o consentimento real não foi negado.

### Desenvolvimento histórico
Originalmente, o poder legislativo era exercido pelo Soberano agindo sob o conselho da Curia regis, ou Conselho Real, do qual participavam magnatas e clérigos e que evoluiu para o Parlamento. Em 1265, o conde de Leicester convocou irregularmente um parlamento pleno sem autorização real. A filiação ao chamado Parlamento Modelo, estabelecido em 1295 sob Eduardo I, acabou sendo dividido em dois ramos: bispos, abades, condes e barões formaram a Câmara dos Lordes, enquanto os dois cavaleiros de cada condado e dois burgueses de cada distrito liderava a Câmara dos Comuns. O rei buscaria o conselho e o consentimento de ambas as casas antes de fazer qualquer lei. Durante o reinado de Henrique VI, tornou-se prática regular para as duas casas originar legislação na forma de projetos de lei, que não se tornariam lei a menos que o consentimento do Soberano fosse obtido, visto que o Soberano era, e ainda permanece, o promulgador das leis. Portanto, todos os Atos incluem a cláusula "Seja promulgado pela Mais Excelente Majestade da Rainha (do Rei), por e com o conselho e consentimento dos Senhores Espirituais e Temporais, e dos Comuns, neste Parlamento reunido, e pela autoridade dos mesmo, da seguinte forma ... ".
O poder do Parlamento de aprovar projetos de lei era frequentemente frustrado pelos monarcas. Carlos I dissolveu o Parlamento em 1629, depois que ele aprovou moções e projetos de lei que criticavam - e procuravam restringir - seu exercício arbitrário de poder. Durante os onze anos de governo pessoal que se seguiram, Carlos realizou ações legalmente duvidosas, como aumentar impostos sem a aprovação do Parlamento.
A forma do juramento de coroação feito por monarcas até e incluindo Jaime I e Carlos I incluía uma promessa (em latim) de manter as leis e costumes legítimos quas vulgus elegerit. Houve uma controvérsia sobre o significado desta frase: o verbo elegerit é ambíguo, representando tanto o futuro perfeito ("que as pessoas comuns devem ter escolhido") ou o subjuntivo perfeito ("que as pessoas comuns podem ter escolhido"). Carlos I, adotando a última interpretação, considerava-se comprometido apenas em defender as leis e costumes que já existiam na época de sua coroação. O Parlamento Longo preferiu a tradução anterior, interpretando o juramento como um compromisso de aprovar qualquer lei aprovada pelo Parlamento, como representante do "povo comum". O Parlamento da Convenção de restauração resolveu a questão removendo a frase contestada do Juramento.
Após a Guerra Civil Inglesa, foi aceito que o Parlamento deveria ser convocado para se reunir regularmente, mas ainda era comum que os monarcas recusassem o consentimento real aos projetos de lei. O Ato de Sedição de 1661 tornou até mesmo uma ofensa de traição sugerir que o Parlamento tinha "um poder legislativo sem o rei". Em 1678, Carlos II negou seu consentimento a um projeto de lei "para preservar a Paz do Reino, levantando a Milícia e continuando no Dever por Dois e Quarenta Dias", sugerindo que ele, e não o Parlamento, deveria controlar a milícia. Guilherme III fez um uso relativamente liberal do veto real, negando a aprovação de cinco projetos de lei públicos entre 1692 e 1696. Estes foram:
- O Judges Bill (vetado em 1692) teria regulamentado os honorários cobrados pelos juízes, e removido o direito do monarca de demitir juízes à vontade, estipulando que um juiz deveria cumprir sua comissão "por bom comportamento". Um observador contemporâneo relatou que o veto de William foi recomendado pelos próprios juízes, preocupados que a regulamentação de suas taxas os privaria de uma fonte lucrativa de renda.[24]
- A Royal Mines Bill (vetada em 1692) teria definido claramente o direito do monarca de apreender qualquer mina contendo ouro ou prata. Um projeto de lei semelhante foi novamente aprovado pelo Parlamento e recebeu o consentimento real no ano seguinte.[24]
- O projeto de lei trienal (vetado em 1693) teria garantido que o Parlamento se reunisse anualmente e que nenhum parlamento pudesse durar mais de três anos. Uma lei semelhante, sem a exigência de sessões parlamentares anuais, foi aprovada pelo rei em 1694 e tornou-se lei.[24]
- O Projeto Place  (vetado em 1694) teria impedido os membros do Parlamento de aceitar qualquer cargo ou emprego sob a Coroa sem concorrer à reeleição.[24] Uma disposição semelhante foi posteriormente aprovada por Guilherme como parte do Decreto de Estabelecimento de 1701.[27]
- O Projeto de Lei de Qualificações (vetado em 1696) teria estabelecido qualificações de propriedade para membros do Parlamento.[24]

Carafano sugere que Guilherme III considerou o veto real "seu instrumento legislativo pessoal". Em contraste, o último monarca Stuart, Anne, negou seu consentimento a um projeto de lei apenas uma vez. Em 11 de março de 1708, ela vetou o projeto de lei da milícia escocesa por conselho de seus ministros. Nenhum monarca desde então negou consentimento real em um projeto de lei aprovado pelo Parlamento.
Durante o governo da dinastia Hanoveriana que se seguiu, o poder foi gradualmente exercido mais pelo Parlamento e pelo governo. O primeiro monarca hanoveriano, Jorge I, tornou-se herdeiro presuntivo e depois rei tarde na vida; falando inglês como segunda língua e não estando familiarizado com a política e os costumes britânicos, ele confiava mais em seus ministros do que em monarcas anteriores. Mais tarde, monarcas de Hanover tentaram restaurar o controle real sobre a legislação: Jorge III e Jorge IV se opuseram abertamente à Emancipação Católica e afirmaram que conceder parecer favorável a um projeto de emancipação católica violaria o Juramento da Coroação, que exigia que o Soberano preservasse e protegesse a Igreja da Inglaterra estabelecida da dominação papal, e concederia direitos a indivíduos que estivessem em aliança com uma potência estrangeira que não reconhecesse sua legitimidade. No entanto, Jorge IV relutantemente concordou com o conselho de seus ministros.
Em 1914, Jorge V recebeu aconselhamento jurídico sobre a retenção do consentimento real do projeto de lei do governo da Irlanda; em seguida, uma legislação altamente contenciosa que o governo liberal pretendia aprovar no Parlamento por meio da Lei do Parlamento de 1911. Ele decidiu não recusar o assentimento sem "evidências convincentes de que isso evitaria um desastre nacional, ou pelo menos teria um efeito tranquilizador nas condições perturbadoras da época".
Foi silenciado que, nos tempos modernos, o governo poderia aconselhar o monarca a reter o consentimento real, mas que os políticos eleitos deveriam se esforçar para evitar tal cenário.